# Криста

Схема будови мітохондрії

Кристи (однина Криста) — складки внутрішньої мембрани мітохондрій. Назва походить від лат. crista, що означає гребінь або плюмаж. Вони надають внутрішній мембрані характерну зім'яту форму, що забезпечує значне збільшення поверхні для протікання біохімічних реакцій. Це збільшує ефективність клітинного дихання, оскільки внутрішня мембрана мітохондрій усіяна білками, такими як АТФ-синтаза і низкою дихальних ферментів, які здійснюють окисне фосфорилювання. У різних еукаріотів кристи розрізняються за формою. Виділяють пластинчасті, трубчасті або дископодібні кристи.
Після того, як була відкрита друга мембрана мітохондрій, піонери ультраструктурних досліджень запропонували різні моделі, які пояснюють як влаштована внутрішня мембрана. Виділяють три основні моделі:
- Модель перегородок — згідно Паладе, мітохондріальна мембрана вигинається з утворенням перегородок, між якими є широкі проміжки. Ця модель згадується в більшості сучасних підручників і протягом довгого часу вважалася канонічною.
- Модель септ — Шестренд припустив, що складки внутрішньої мембрани натягнуті подібно до септ, які розділяють матрикс на кілька відокремлених відсіків[2].
- Модель з'єднань — Даєм і Віссе припустили, що кристи пов'язані з внутрішньою мембраною за допомогою трубчастих структур з дуже малим діаметром. Вони назвали ці структури стиками крист. Відносно недавно ці структури були перевідкриті з використанням електронної томографії. Станом на 2010-ті роки ця модель є загальноприйнятою[3].

## Функції
Кристи значно збільшують поверхню внутрішньої мембрани, що дозволяє розташувати на ній набагато більшу кількість дихальних ферментів, білкових транспортників та АТФ-синтаз, що істотно збільшує ефективність клітинного дихання і швидкість синтезу АТФ.
Мітохондрії — джерело ультраслабкої хемілюмінісценції активних форм кисню, які постійно утворюються в процесі окисного фосфорилювання. Математичне моделювання дає підставу вважати, що оптичні властивості крист розгалужених мітохондрій може впливати на генерацію та поширення світла в тканинах.